# Dirksland
Dirksland és un antic municipi de la província d'Holanda del Sud, al sud dels Països Baixos. L'1 de gener del 2009 tenia 8.411 habitants repartits sobre una superfície de 74,15 km² (dels quals 18,66 km² corresponen a aigua).
Es va fusionar amb Goedereede, Middelharnis i Oostflakkee, creant el nou municipi de Goeree-Overflakkee.

## Centres de població
Herkingen i Melissant.

## Ajuntament
- SGP (4 regidors)
- PvdA (2 regidors)
- ChristenUnie (2 regidors)
- Gemeentebelangen (2 regidors)
- VVD (1 regidor)
- CDA (1 regidor)
- Eenmansfractie Huber (1 regidor)